# Players Championship 2020
Il Players Championship 2020 è il ventiduesimo evento della stagione 2019-2020 di snooker ed è la 4ª edizione di questo torneo che si è disputato dal 24 febbraio al 1º marzo 2020 a Southport in Inghilterra.
È il secondo torneo stagionale della Coral Cup 2020.
La Coral decide di donare £100 per ogni "centone" realizzato in ogni torneo di questa Coral Cup per aiutare il Jessie May Children's Hospice at Home, ente benefico del World Snooker Tour.
Il torneo è stato vinto 10-4 dall'inglese Judd Trump che si aggiudica così il suo 2° Players Championship, il suo 2º torneo della Coral Cup ed il suo 16º titolo Ranking in carriera.
| Campione in carica  | Ronnie O'Sullivan | 10-4       | 2020: | Non invitato     |
| Finalista in carica | Neil Robertson    | 10-4       | 2020: | Ottavi di finale |
| N° 1 del Ranking    | Judd Trump        | Judd Trump | 2020: | Vincitore        |

## Montepremi
- Vincitore: £125.000
- Finalista: £50.000
- Semifinalisti: £30.000
- Quarti di finale: £15.000
- Ottavi di finale: £10.000 (queste sterline non varranno per il ranking)
- Miglior break della competizione: £10.000

## Partecipanti
Vengono invitati i primi 16 giocatori della classifica che comprende solo i punti accumulati dal primo torneo della stagione, ovvero il Riga Masters, a quello che precede questo, ovvero lo Shoot-Out, senza considerare i Non-Ranking.
| N° | Giocatore          | Punti accumulati |
| -- | ------------------ | ---------------- |
| 1  | Judd Trump         | 531.500          |
| 2  | Shaun Murphy       | 353.000          |
| 3  | Neil Robertson     | 274.500          |
| 4  | Mark Selby         | 267.500          |
| 5  | Ding Junhui        | 261.250          |
| 6  | Yan Bingtao        | 156.500          |
| 7  | Mark Allen         | 150.500          |
| 8  | John Higgins       | 143.500          |
| 9  | Graeme Dott        | 136.250          |
| 10 | Thepchaiya Un-Nooh | 131.000          |
| 11 | Kyren Wilson       | 130.000          |
| 12 | Stephen Maguire    | 122.000          |
| 13 | Mark Williams      | 113.250          |
| 14 | Joe Perry          | 112.000          |
| 15 | David Gilbert      | 104.000          |
| 16 | Michael Holt       | 102.000          |

## Avvenimenti

### Ottavi di finale
Il torneo si apre con il cappotto di Mark Selby rifilato a Mark Williams, mentre sull'altro tavolo Stephen Maguire la spunta al decisivo contro Ding Junhui. Il derby scozzese tra John Higgins e Graeme Dott si conclude 6-2 per il giocatore di Wishaw dopo che i due sono stati appaiati fino al 2-2. Joe Perry batte Neil Robertson 6-4 dopo essere stato avanti 4-1, Judd Trump trionfa contro Michael Holt e Yan Bingtao supera Kyren Wilson. Shaun Murphy va avanti 4-1 contro David Gilbert ma riesce a vincere solo 6-5 al decisivo dopo un grande ritorno di quest'ultimo e Mark Allen, pur avendo problemi fisici da lui dichiarati, batte Thepchaiya Un-Nooh 6-3 realizzando anche 3 "centoni".

### Quarti di finale
Il match tra Trump e Higgins rispetta i pronostici a favore dell'inglese fino alla pausa, in cui Trump è avanti 3-1. Al rientro Higgins prende di forza il quinto e il sesto frame conquistando l'unico "centone" del match (123), anche se Trump ferma la corsa dello scozzese vincendo il settimo frame e a volare verso il trionfo per 6-3.
Maguire domina la fase iniziale del match contro Selby portandosi prima sul 3-0 e poi sul 4-1. Selby riesce poi in una delle sue rimonte, ma, a differenza di molte altre volte, l'inglese non completa l'opera perdendo 6-5 al decisivo.
La sfida tra Perry e Yan finisce quasi al 2:00 di notte e a spuntarla è il cinese che vince al decisivo dopo essere stato avanti 5-2, mentre Murphy controlla il match contro l'amico Allen, ancora con problemi fisici, battendolo 6-2.

### Semifinali
Trump inizia la prima semifinale contro Maguire portandosi sul 3-0 ma, quando l'inglese sembra poter conquistare anche il quarto frame, lo scozzese inizia la rimonta vincendo 5 frames di fila. Tuttavia Trump riesce a recuperare e a forzare il decisivo dove proseguono le montagne russe: dopo aver iniziato una serie, Maguire lascia il pallino del gioco a Trump che rimonta e vince il frame e il match.
Tra Yan e Murphy invece non c'è storia: il cinese vince imperiosamente i primi 3 frame e lascia all'inglese il quarto, anche se al rientro dalla pausa prende di forza ogni frame che rimane e conquista la vittoria, vendicandosi della sconfitta ricevuta proprio in semifinale da Murphy al Welsh Open.

### Finale
La prima sessione inizia subito con il dominio di Judd Trump che dopo aver vinto il primo frame in modo combattuto e perso il secondo, sale in cattedra e va avanti 6-2 alla fine della sessione.
All'inizio della seconda Yan Bingtao vince i primi due frames, ma la sua rimonta finisce subito e Trump s'impone negli ultimi quattro frames conquistando il quinto titolo Ranking in stagione su cinque finali disputate.

## Fase a eliminazione diretta[19]
| Ottavi di finale          | Quarti di finale          | Semifinali                | Finale                  |
| ------------------------- | ------------------------- | ------------------------- | ----------------------- |
| Al meglio degli 11 frames | Al meglio degli 11 frames | Al meglio degli 11 frames | Al meglio dei 19 frames |

### Ottavi di finale
| Giocatore      | Giocatore          | Risultato |
| -------------- | ------------------ | --------- |
| Judd Trump     | Michael Holt       | 6 - 3     |
| John Higgins   | Graeme Dott        | 6 - 2     |
| Ding Junhui    | Stephen Maguire    | 5 - 6     |
| Mark Selby     | Mark Williams      | 6 - 0     |
| Neil Robertson | Joe Perry          | 4 - 6     |
| Yan Bingtao    | Kyren Wilson       | 6 - 2     |
| Mark Allen     | Thepchaiya Un-Nooh | 6 - 3     |
| Shaun Murphy   | David Gilbert      | 6 - 5     |

### Quarti di finale
| Giocatore       | Giocatore    | Risultato |
| --------------- | ------------ | --------- |
| Judd Trump      | John Higgins | 6 - 3     |
| Stephen Maguire | Mark Selby   | 6 - 5     |
| Joe Perry       | Yan Bingtao  | 5 - 6     |
| Mark Allen      | Shaun Murphy | 2 - 6     |

### Semifinali
| Giocatore   | Giocatore       | Risultato |
| ----------- | --------------- | --------- |
| Judd Trump  | Stephen Maguire | 6 - 5     |
| Yan Bingtao | Shaun Murphy    | 6 - 1     |

### Finale
| Southport Theatre and Convention Centre, Southport, Inghilterra, Regno Unito, 1º marzo 2020 Arbitro: Desislava Bozhilova | Southport Theatre and Convention Centre, Southport, Inghilterra, Regno Unito, 1º marzo 2020 Arbitro: Desislava Bozhilova | Southport Theatre and Convention Centre, Southport, Inghilterra, Regno Unito, 1º marzo 2020 Arbitro: Desislava Bozhilova |
| Judd Trump (1) | 10 - 4 | Yan Bingtao (6) |
| --- | --- | --- |
| PRIMA SESSIONE: 1-0 1-1 2-1 3-1 4-1 5-1 6-1 6-2 (6-2) SECONDA SESSIONE: 6-3 6-4 7-4 8-4 9-4 10-4 (4-2)                   | | |
| MIGLIOR BREAK: 122 CENTURY BREAKS: 2                                                                                     | [ 5 ] | MIGLIOR BREAK: 95 CENTURY BREAKS: 0                                                                                      |
| Judd Trump vince il Players Championship 2020                                                                            | | |

### Century Breaks(18)[20]
| N° | Giocatore      | Century Breaks | Miglior Break |
| -- | -------------- | -------------- | ------------- |
| 1  | Judd Trump     | 4              | 132           |
| 2  | Neil Robertson | 3              | 140 (£10.000) |
| =  | Mark Allen     | 3              | 132           |
| =  | Yan Bingtao    | 3              | 106           |
| 3  | Michael Holt   | 1              | 128           |
| =  | John Higgins   | 1              | 123           |
| =  | David Gilbert  | 1              | 122           |
| =  | Mark Selby     | 1              | 103           |
| =  | Shaun Murphy   | 1              | 103           |